# Gakushūin
Gakushūin  (学習院) ou Compagnie scolaire Gakushūin est une institution éducative créée à Tokyo en 1877, durant l'ère Meiji, pour l'éducation des enfants de la noblesse japonaise, bien qu'elle ouvrît plus tard également ses portes à la progéniture des plus riches roturiers. Parmi les anciens élèves célèbres, l'on peut trouver les empereurs Hirohito, Akihito et Naruhito, les écrivains Naoya Shiga et Yukio Mishima, et l'artiste Yoko Ono.

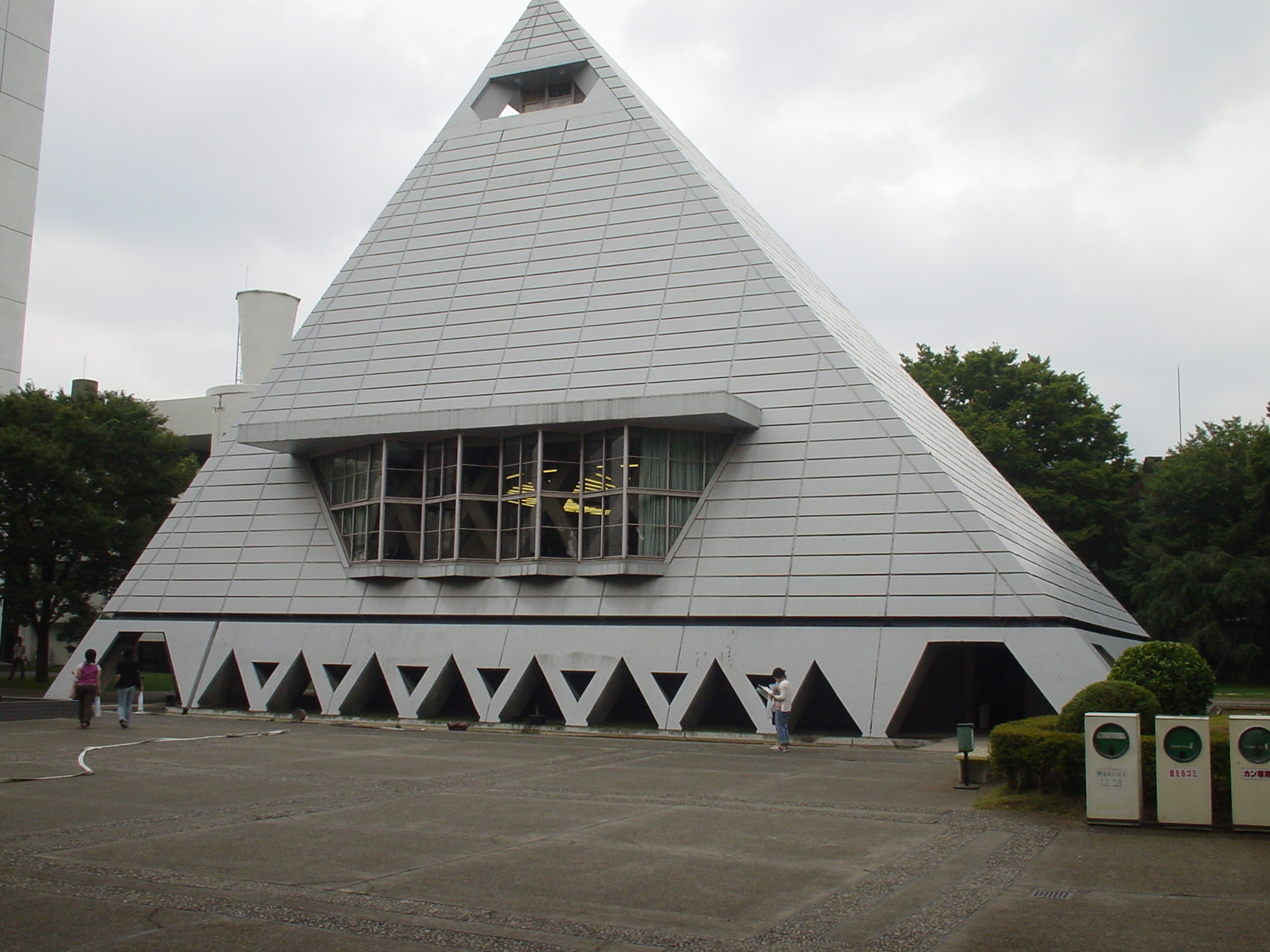
Salle de lecture principale de l'université du groupe Gakushūin

Après la Seconde Guerre mondiale, Gakushūin devient une institution privée, établissant de nouvelles sections, la plus importante étant l'université Gakushūin.